# Tetsuji Takechi
Tetsuji Takechi (武智 鉄二?, Takechi Tetsuji; Osaka, 10 dicembre 1912 – 26 luglio 1988) è stato un regista giapponese.
È considerato il padre del genere pinku eiga, nato con l'uscita del suo film Hakujitsumu nel 1964.

## Filmografia parziale
- Hakujitsumu (1964)
- Kuroi yuki (1965)
- Hakujitsumu (1981)
- Hakujitsumu 2 (1987)